# ۱۱۳۳ (میلادی)
۱۱۳۳ (میلادی) هزار و صد و سی و سومین سال تقویم میلادی است.
‎